# Hässleholms Verkstäder

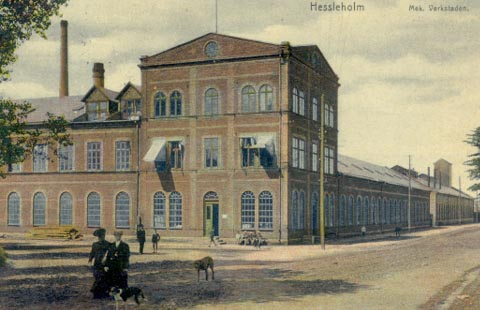
Hässleholms Verkstäder, sett från korsningen mellan Magasinsgatan till vänster och Drottninggatan till höger, (där gångtunneln under järnvägsspåren idag mynnar ut på Väster).Foto: Leif Jaenson (www.ellbe.nu)

AB Hässleholms Verkstäder grundades 1889 av den danska ingenjören P. I. Bech i Hässleholm för tillverkning av kvarnmaskiner. Senare trädde även godsägaren och riksdagsmannen Johan Nilsson i Hörlinge in i firman, som då bytte namn till Bech & Nilssons gjuteri & mek. verkstad, för att år 1898 åter byta namn till Hässleholms Mekaniska Verkstads AB.
På 20-talet var antalet anställda omkring 300. Trots depressionen och en förödande brand 1930, var företagets omsättning ca 1 miljon kronor 1932. Man beskrevs då tillverka motorvagnar, dressiner och järnvägsmateriel som exporterades bland annat till Danmark och Norge samt till Balkanstaterna. Bolagets aktiekapital var då 600 000 kronor och antalet anställda nära 150 personer.
När bolaget startade var tillverkningen huvudsakligen inriktad på kvarnmaskiner, men även ångpannor. Fram på 1890-talet började man även tillverka järnvägsvagnar och större järnkonstruktioner såsom broar. Men även transportanläggningar, motorvagnar, valskvarnar, vattenturbiner, vattentorn, tankanläggningar, bildelar och maskiner för sockerframställning har tillverkats vid företaget.

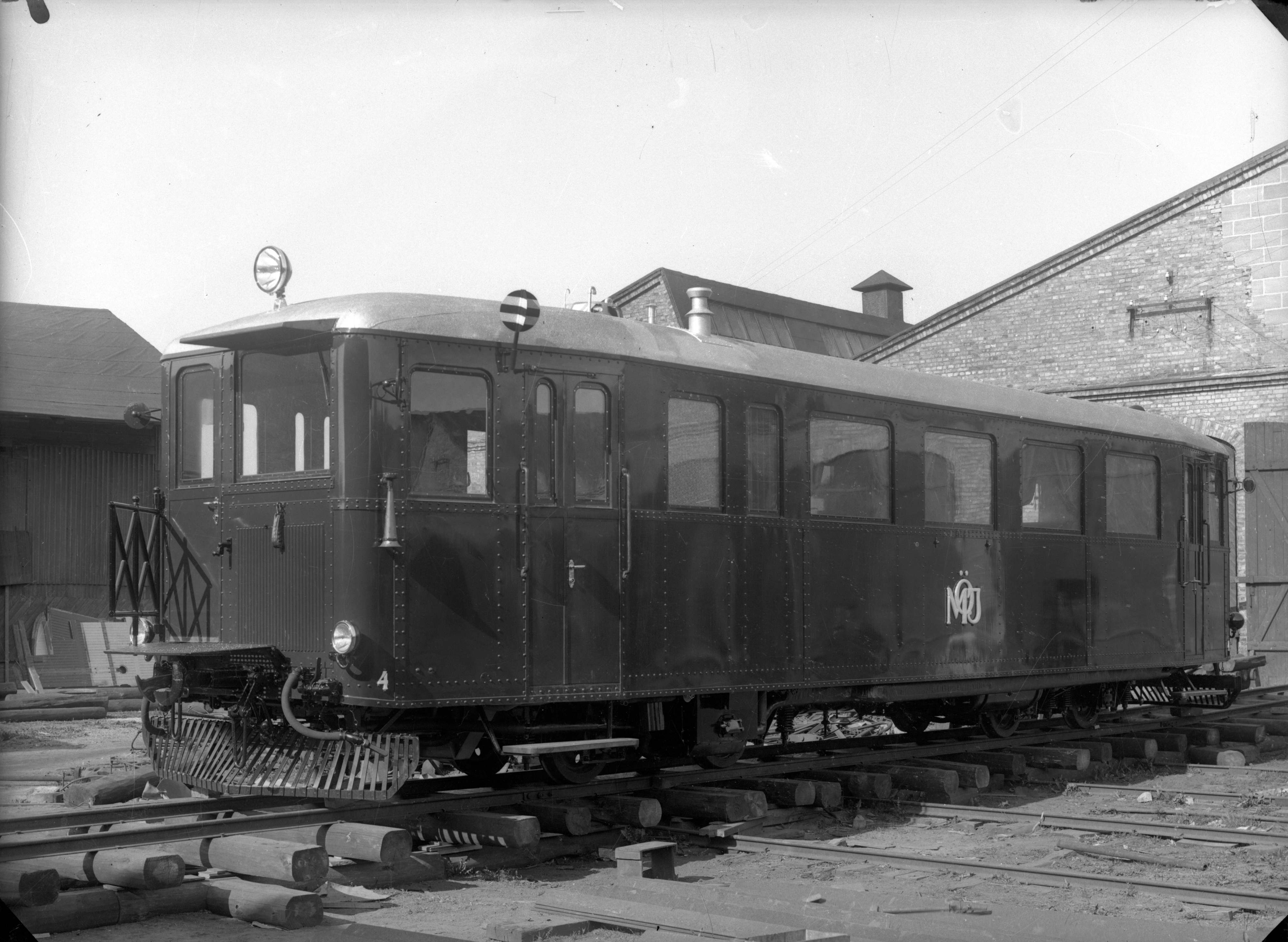
Motorvagn tillverkad av Hässleholms Verkstäder 1936 för leverans till Mellersta Östergötland Järnväg

Företaget låg ursprungligen beläget på det område i Hässleholm som idag kallas Norra Station, men flyttade 1972 ut till nybyggda lokaler i stadens nya industriområde Läreda.
1981 gick företaget i konkurs och det anrika företagsnamnet Hässleholms Verkstäder försvinner, men verksamheten uppstår igen under namnet Verkstäderna Weibulls AB.
Under ytterligare nästan 30 år fortsätter verksamheten och efter diverse företagsombildningar och uppköp, köps företaget år 2005 av den finska stålkoncernen Ruukki som den 1 april 2010, efter 121 år, lägger ner sin produktion i Sverige och 106 anställda sägs upp. Produktionen flyttas till Polen och Kina.
Silver Weibull Production AB, som säljer utrustning till sockerindustrin var tidigare kund till Ruukki i Hässleholm, tog dock över maskiner och delar av personalen för att driva tillverkningen i egen regi, så en rest av anrika Hässleholms verkstäder lever faktiskt fortfarande kvar och är verksamma i lokalerna på Läreda industriområde i Hässleholm.